# Isopiperitenolo deidrogenasi
La isopiperitenolo deidrogenasi è un enzima appartenente alla classe delle ossidoreduttasi, che catalizza la seguente reazione:
(-)-trans-isopiperitenolo + NAD+ ⇄ (-)-isopiperitenone + NADH + H+
L'enzima agisce sul (-)-trans-isopiperitenolo, (+)-trans-piperitenolo e (+)-trans-pulegolo. È coinvolto nella biosintesi del mentolo e di monoterpeni correlati, nelle foglie di menta piperita.